# 小行星7525
小行星7525（英語：7525 Kiyohira）是一颗围绕太阳公转的小行星。1992年12月18日，A. Natori、浦田武在清水町发现了此天体。
这颗小行星的绝对星等为99.62365等。